# Réaction enzymatique
Une réaction enzymatique est une réaction chimique ou biochimique catalysée par une enzyme. Au sein des organismes bactériens, fongiques, animaux et végétaux, les processus enzymatiques sont des mécanismes catalytiques essentiels dans de nombreux processus biochimiques essentiels ou vitaux (ex chez les animaux : hydrolyse presque instantanée du neurotransmetteur acétylcholine par l'enzyme acétylcholinestérase. La Biologie quantique a récemment montré que l'efficience et la rapidité des processus enzymatiques (tout comme dans les cas de l'olfaction et de la magnétodétection) s'explique en partie par l'utilisation d'effets quantiques (effet tunnel en l'occurrence) par le vivant.

## Déroulement

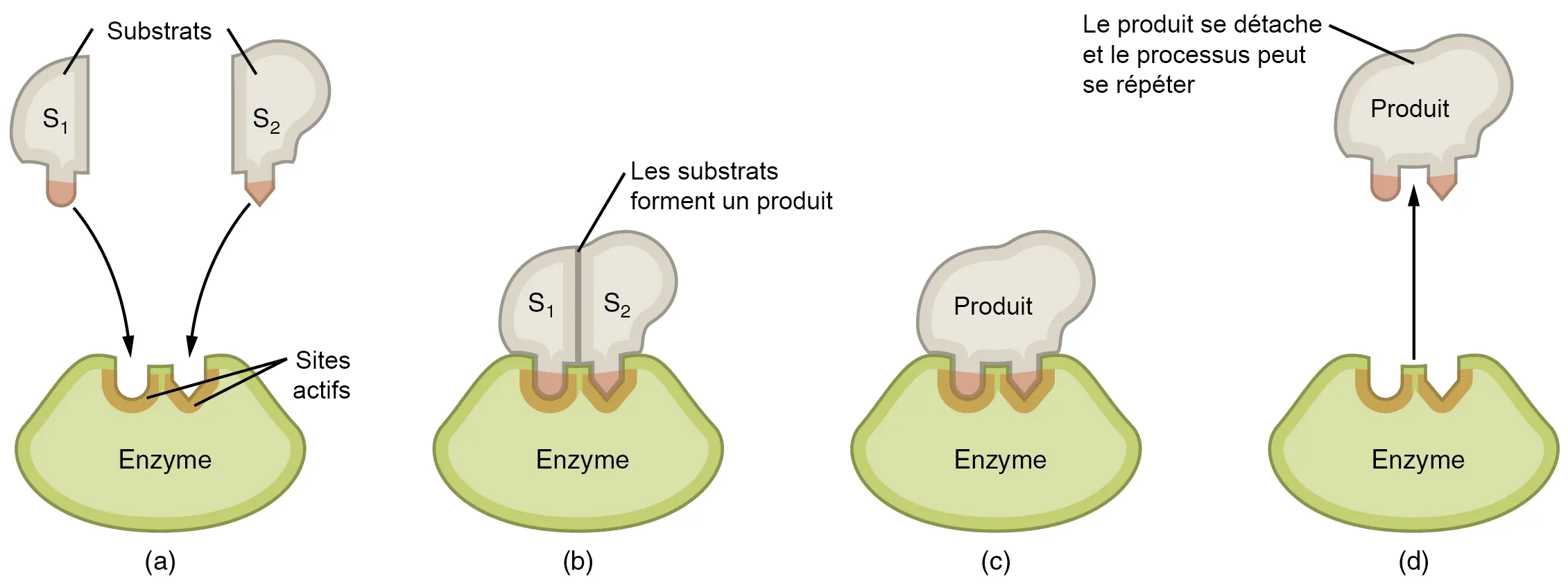
Réaction enzymatique

Une réaction enzymatique se déroule en deux étapes :
1. Formation du complexe enzyme-substrat (ES). Cette étape est souvent comparée à une interaction biochimique de type  serrure - clé  (car la molécule concernée (substrat) se lie à un site actif de la structure de l'enzyme, en établissant des contacts intermoléculaires étroits et spécifiques avec certains résidus d'acides aminés sur l'enzyme, lesquels agissent souvent comme des nucléophiles ou comme des catalyseurs acide/base dans la réaction, qui ne se produit que si ces contacts sont parfaitement tréalisés : le substrat est comme une clé qui doit parfaitement entrer dans une serrure (l'enzyme) pour l'activer[1] ;
2. Catalyse : succession de réactions intermédiaires permettant la transformation du substrat en produit.

On a d'abord supposé que la fixation du (ou des) substrat(s) était plus ou moins spécifique suivant l'enzyme ; la reconnaissance entre substrat et enzyme s'effectuant simplement selon la conformation et la composition chimique du substrat. Pauling a inventé l'expression de « théorie de l'état de transition amélioré », le mot « améliorée » décrivant le caractère préférentiel de liaison entre enzyme et substrat, liaison ne pouvant que difficilement être imitée ou substituée,.

Cette explication se heurte cependant à la remarquable efficacité (très grande vitesse) de la transition enzymatique (expérimentalement la vitesse de réaction de molécules en solution dans un environnement enzymatique a été jusqu'à 1025 fois plus grande que si les molécules réagissaient conformément aux mécanismes classiquement reconnus de la chimie, de la mécanique classique ou de toute théorie classique des états de transition, et certaines enzymes sont actives à des températures ambiantes ou basses, étonnantes au regard de la physique classique.

### Aspects quantiques
Dès 1966 DeVault & Chance découvrent qu'un effet tunnel se produit dans les enzymes. 
Chez Chromatium vinsosum, une cyanobactérie (bactérie photosynthétique), l'oxydation induite par l'action de la lumière sur le cytochrome initie le transfert d'électrons du cytochrome (donneur) vers la bactériochlorophylle dite BChl (accepteur). Ce transfert serait facilement expliqué si les molécules « donneuses » et « acceptrices » étaient à grande à proximité (dans la zone des forces de Van der Waals) mais en réalité, dans le modèle de la chimie classique, le transfert d'électrons du cytochrome à la BChl est empêché par une barrière, isolante. Or, on sait que l'oxydation à des températures élevées dépend de la température ; les vitesses sont plus rapides à des températures plus élevées ce qui est expliquée par le fait qu'il y a une barrière d'activation à franchir, cependant dans le cas des enzymes, à de basses températures (4–100 K) la température ne joue plus aucun rôle et la réaction se produit sans l'énergie cinétique « requise » pour passer outre à la barrière d'activation du TST. 
On a ensuite montré par des indices puis des preuves que ceci ne peut se faire que par un tunnel quantique. Dans les années 1970, on peut notamment observer les isotopes de l'hydrogène pour confirmer que des tunnels quantiques sont à l'œuvre dans les réactions enzymatiques
Dans le cas de la cyanobactérie évoquées plus haut, ce « tunnelage quantique » permet à la bactérie d'activer et d'améliorer un taux réaction catalytique au moindre coût énergétique et très rapidement. La lumière frappant le cytochrome active un tunnel d'électrons. En 1986, un phénomène similaire est observé chez Rhodopseudomonas sphaeroides . Des observations similaires seront ensuite faites au sein de réactions enzymatiques de mammifères.

## Mesure
L'activité enzymatique exprime la quantité de substrat catalysée par unité de temps grâce à un quantum défini d'enzyme.
L'unité d'activité enzymatique U exprimée en µmol/min ou en kat (mol/s). 

Il existe des unités non standard, on ne peut en effet pas définir une mole d'amidon ou de glycosaminoglycane, on utilise le mg/min par exemple.